# Cratere Hassan
Hassan è un cratere sulla superficie di Encelado.